# Simona Caparrini
Simona Caparrini (Firenze, 5 gennaio 1972) è un'attrice italiana.

## Biografia
Nata a Firenze, si trasferisce con i genitori a Montecatini Terme e, dopo aver conseguito la maturità all'Istituto Magistrale, si iscrive alla Facoltà di Scienze Politiche Cesare Alfieri dell'Università di Firenze, per poi passare a Magistero indirizzo Antropologia culturale sempre a Firenze.
Studia alla Scuola di recitazione del Teatro Stabile di Genova e, poi continua i propri studi di recitazione a New York, frequentando i corsi dell'attore americano George DiCenzo all'Union Square Theatre e all'HBO Studios di New York.
Debutta al cinema con il film Il muro di gomma, per la regia di Marco Risi, dove interpreta una giornalista, ma il primo ruolo di rilievo per Simona arriva con Nestore, l'ultima corsa, film diretto da Alberto Sordi che la vuole nel ruolo di Wilma, la figlia della sua ex fiamma.
Successivamente interpreta la scrittrice Elsa Morante accanto a Philippe Noiret e Massimo Troisi, in un piccolo ruolo nel film Il postino, regia di Michael Radford. Nel 1995 è nel cast del film Banditi, regia di Stefano Mignucci, nei panni di Ursula.
Da allora lavora ininterrottamente sia in Italia che all'estero. In televisione interpreta, tra le altre, un ruolo nella serie TV tedesca Ein Haus in der Toscana, regia di Gabi Kubach; è Elena nella serie TV spagnola Compañeros, regia di José Ramón Ayerra; ricopre il drammatico ruolo di Elvira Graziani nella serie TV Orgoglio.
Gira a New York il film indipendente americano The Accountant, per la regia di Glenn Gers, mentre a Parigi è nel cast del film francese 8th Wonderland, regia di Nicolas Alberny e Jean Mach, e nella serie televisiva francese Marie Fransson.
Successivamente ha recitato in To Rome with love, regia di Woody Allen, che le dona una visibilità internazionale, e dove interpreta la bigotta zia Giovanna, zia di Antonio (Alessandro Tiberi), che porta il nipote e la presunta moglie (Penélope Cruz) in giro per Roma, assieme agli altri parenti.

## Filmografia

### Cinema
- Il muro di gomma, regia di Marco Risi (1991)
- Il postino, regia di Michael Radford (1994)
- Nestore, l'ultima corsa, regia di Alberto Sordi (1994)
- Nella mischia, regia di Gianni Zanasi (1995)
- Il cielo è sempre più blu, regia di Antonello Grimaldi (1996)
- Io amo Andrea, regia di Francesco Nuti (2000)
- The Accountant, regia di Glenn Gers (2000)
- Il quaderno della spesa, regia di Tonino Cervi (2003)
- Andata e ritorno, regia di Alessandro Paci (2003)
- Suor Sorriso, regia di Roger Deutsch (2004)
- Nessun messaggio in segreteria, regia di Luca Miniero e Paolo Genovese (2005)
- 8th Wonderland, regia di Nicolas Alberny e Jean Mach (2008)
- Immaturi, regia di Paolo Genovese (2010)
- Interno giorno, regia di Tommaso Rossellini (2011)
- To Rome with Love, regia di Woody Allen (2012)
- Romeo and Juliet, regia di Carlo Carlei (2013)
- Stai lontana da me', regia di Alessio Maria Federici (2013)
- Operazione U.N.C.L.E. (The Man from U.N.C.L.E.), regia di Guy Ritchie (2015)
- L'abbiamo fatta grossa, regia di Carlo Verdone (2016)
- (Im)perfetti criminali, regia di Alessio Maria Federici (2022)

### Televisione
- Ein Haus in der Toscana, regia di Gabi Kubach - serie TV (1993)
- Un posto al sole, regia di Cristiano Celeste - soap opera (1996)
- Linda e il brigadiere, regia di Gianfrancesco Lazotti - serie TV (1997)
- Compañeros, regia di José Ramón Ayerra - serie TV (1998)
- Un prete tra noi 2, regia di Lodovico Gasparini - serie TV (1999)
- Marie Fransson, regia di Christiane Spiero - serie TV (2000)
- Compagni di scuola, regia di Tiziana Aristarco - serie TV (2001)
- Casa Famiglia, regia di Riccardo Donna - serie TV (2001)
- Orgoglio, regia di Giorgio Serafini e Vittorio De Sisti - serie TV (2004)
- Ho sposato un calciatore, regia di Stefano Sollima - miniserie TV (2005)
- Don Matteo, regia di Elisabetta Marchetti - serie TV (2006)
- Capri, regia di Giorgio Molteni - serie TV (2006-2008)
- Dottor Clown, regia di Maurizio Nichetti - film TV (2008)
- Il mostro di Firenze, regia di Antonello Grimaldi - miniserie TV (2009)
- Io e mio figlio - Nuove storie per il commissario Vivaldi, regia di Luciano Odorisio - serie TV (2010)
- La ragazza americana, regia di Vittorio Sindoni - film TV (2011)
- Una buona stagione, regia di Gianni Lepre - miniserie TV (2012)
- Baciato dal sole, regia di Antonello Grimaldi - serie TV (2016)
- I bastardi di Pizzofalcone, regia di Carlo Carlei - serie TV, episodio 1x06 (2017)
- The Laura Marlin Misteries: Dead Man's Cove, regia di Tom Reeve - miniserie TV (2017)
- I Medici - Lorenzo il Magnifico (Medici: The Magnificent) – serie TV, 3 episodi (2018)
- L'ispettore Coliandro, regia dei Manetti Bros. - serie TV, episodio 7x03 (2018)